# 사상훈
사상훈(2000년 1월 14일 ~ )는 대한민국의 전직 크레이지레이싱 카트라이더 프로게이머이다.

## 선수 시절
2019년, 넥슨 카트라이더 리그 2019 시즌 1을 앞두고 KKR에 입단하면서 프로 커리어를 시작했다. 팀전 6위를 기록했다. 이후 팀에서 퇴단했다.
2019-2 시즌을 앞두고 ROX 랩터스에 입단했다. 팀전 4위를 기록했다.
2020-1 시즌 팀전 준우승을 달성했다. 2020-2 시즌 팀전 준우승을 달성했다.
2021-1 시즌 팀전 3위를 달성했다. 2021-2 시즌 팀전 5위를 기록했다. 이후 팀이 차기 시즌에 불참하면서 퇴단했다.

## 소속팀
| # | 팀명       | 소속 기간               | 비고 |
| - | ---------- | ----------------------- | ---- |
| 1 | KKR        | 2019                    |      |
| 2 | ROX 랩터스 | 2019.04.30 ~ 2021.10.12 |      |

## 수상 내역
공식 대회 준우승 2회
- 2020 SKT JUMP 카트라이더 리그 시즌 1 팀전 준우승
- 2020 SKT 5GX JUMP 카트라이더 리그 시즌 2 팀전 준우승
- 2021 신한은행 헤이영 카트라이더 리그 시즌 1 팀전 3위